# 南布迪里婆羅門
南布迪里婆羅門，是印度喀拉拉邦的婆羅門種姓。

## 歷史
婆羅門的影響在一世紀時已存在於喀拉拉邦，8世紀左右這些人大量湧入，出任入侵當地雅利安諸國王的祭師，謀士和大臣。
當地原住民多数原本信仰佛教，婆羅門為維護自己的信仰和立場。佛教寺廟多數被摧毀或接管，從而破壞佛教徒傳播他們信仰的能力。幾乎所有原住民加入到婆羅門的地位或成為首陀羅，只允許少數人被確認為剎帝利。11世紀，這種與原住民結合與侵略者的破壞，並接管佛教寺廟，婆羅門成為最大地主，直到近代為止。
他們的主要影響：宗教，政治，社會，經濟和文化。